# 新北捷運環状線
新北捷運環状線（かんじょうせん）は、新北捷運により運行される路線。事業者については後段帰属の節を参照。

## 概要
台北市士林区・中山区・内湖区・松山区・信義区・文山区と新北市新店区・中和区・板橋区・新荘区・五股区・蘆洲区・三重区を結ぶ。台北市と新北市の各区を環状線状に連絡することで、台北市から周辺都市へ放射線状に伸びる他の路線とを接続する計画である。1987年に最初の計画が始動するも1993年と1999年の二度にわたって中央政府によって退けられ、2000年代に再始動。その後約10年に渡る工期を経て2020年1月に第1期区間が開業した。
軌道は標準軌の鉄輪式だが無人運転システムが採用され、イタリアのアンサルドブレーダ(現･日立レール)の車両が投入されている。4つの区間で構成され、放射状に広がる複数の既存および建設中の路線に接続する。
2011年に建設された第1段階西環段（大坪林駅 - 新北産業園区駅）として、新店区・中和区・板橋区・新荘区を東西に横断する鉄道路線が2020年に開業した。第1段階 (西環段15.4km、総事業費約699億NT$) は起点の大坪林を除いて高架線。第2段階（北環段14.93km・南環段5.73km、総事業費約1,377億NT$）と南北線の代替となる第3段階（東環段13.12km、総事業費約922億NT$）は地下線とされる予定である。東環段は文湖線の輸送量逼迫など年々交通事情が悪化する内湖科技園区の通勤事情改善と、東西方向に偏る副都心の信義区内軌道交通を改善すべく構想され、かつては2000年代にHSSTによる路線構想（信義HSST）があったほか、2010年代にも台北市長柯文哲が「内湖～信義LRT」構想を提唱していた。
中和区内2.61kmの区間は市道106号線（板南路および中山路）が狭小なことから複線高架橋が採用できず、単線2層の高架橋（上層が東行き、下層が西行き）が架設され、この区間に含まれる中和・橋和・中原の3駅が二重高架駅となったほか、中原駅西方や景平 - 景安間では並行する台64線（八里新店快速道路）の高架道路の上下線間に橋脚が設置され、さらに上方に高架桁が架設されている。こうした二重高架および同一事業者路線同士の改札外乗換えは台湾初、（西環段での）新北市内完結路線は台北捷運で初の事例となる。

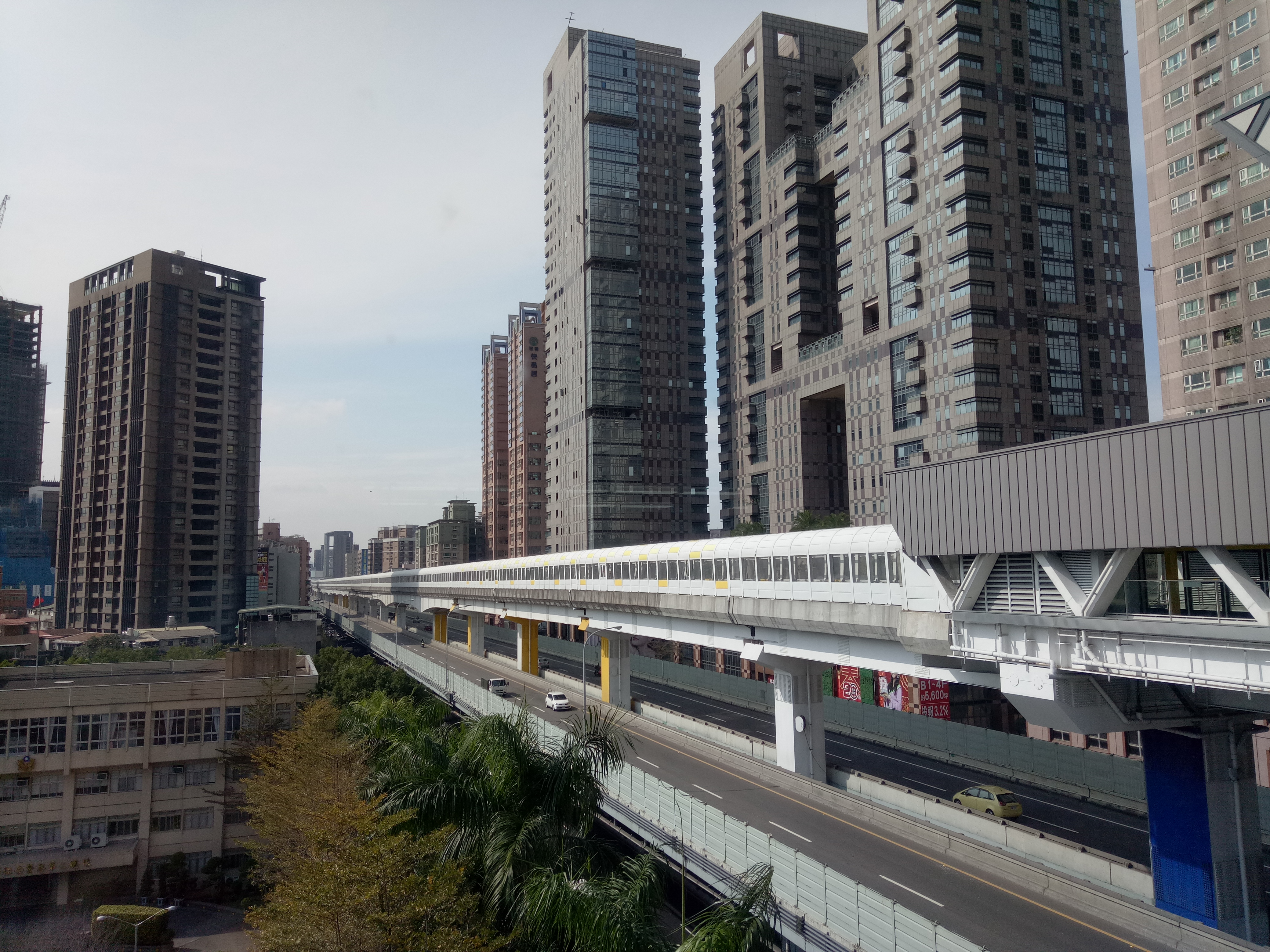
景平路と台64線高架上の軌道（景平駅）
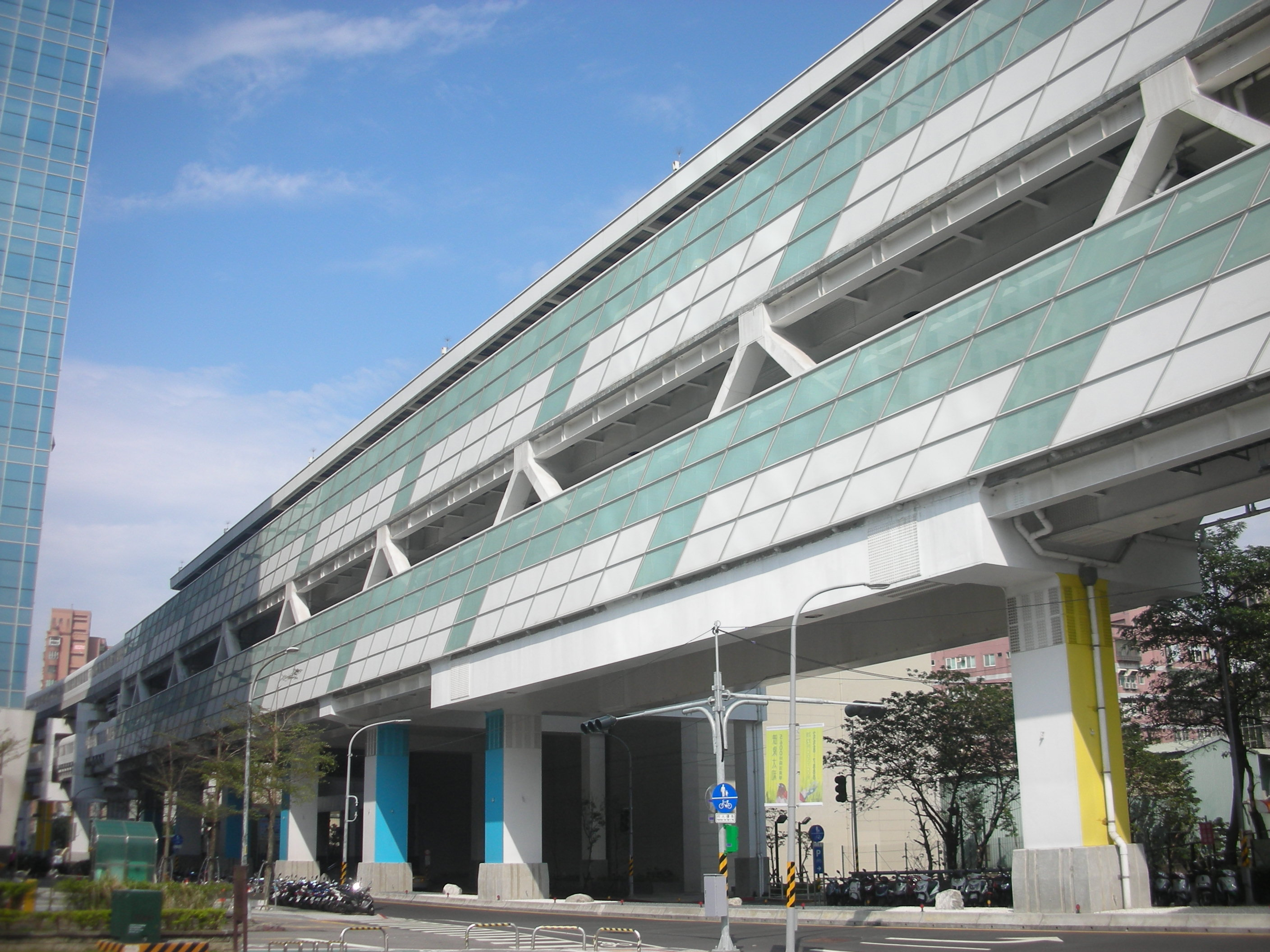
単線二層高架の軌道（中原駅）
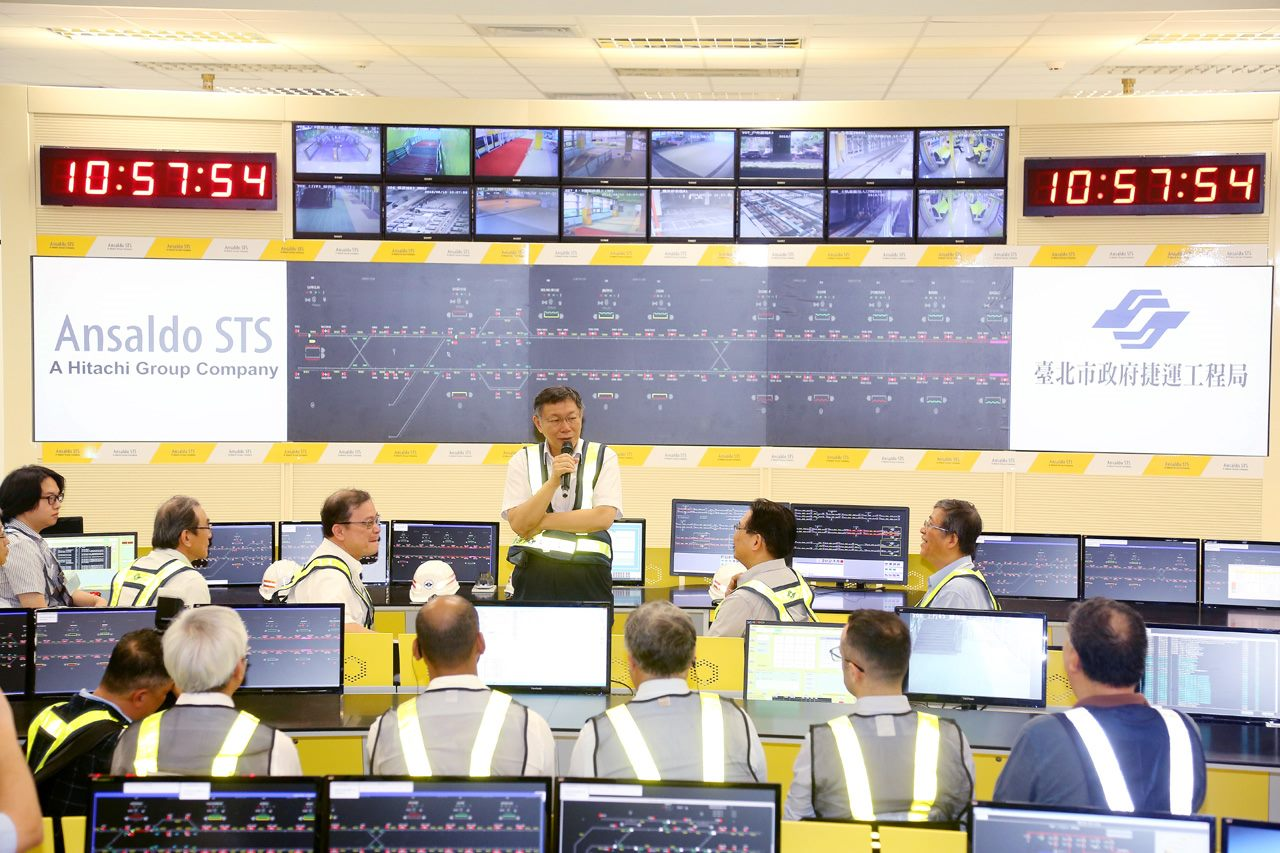
台北捷運環状線コントロールセンター

| 区間                  | 開業前     | 開業後     |
| --------------------- | ---------- | ---------- |
| 大坪林 - 頭前庄       | 約48分60元 | 約28分35元 |
| 景安 - 頭前庄         | 約36分40元 | 約19分30元 |
| 板橋 - 頭前庄         | 約40分30元 | 約6分20元  |
| 大坪林 - 新北産業園区 | 約40分55元 | 約33分40元 |
| 景安 - 新北産業園区   | 約40分65元 | 約24分30元 |
| 大坪林 - 板橋         | 約30分55元 | 約21分30元 |
| 景安 - 板橋           | 約40分55元 | 約13分25元 |

## 帰属
第1期は全線で台北市を経由せず、新北市内のみに属することから、報道や新北市政府の広報資料などで「新北捷運環状線」、「新北環状線」などの表記がなされることもあったが、開業当時はあくまで台北捷運の路線であったため、単に「新北（市の）環状線」という意味合いにすぎなかった。厳密には建設費のうち地方分担分は新北市政府が負担し、建設中の監督や入札業務は台北市政府捷運工程局が請け負った。運行・運営業務は2019年元日から第1期開業までの試運転期間、および正式開業日から起算して3年間は台北捷運公司が請け負っている。
開業半年で乗客数が想定の4割にとどまっていることや、市政府の予算から台北捷運公司に委託料を支払っていることから、新北市長の侯友宜は経営改善のために2023年までの運営委託を前倒しで回収し、新北市政府直営、すなわち新北捷運公司への移管を目指すことも示唆した。
2021年に両市長は会談で「1つの事業者が全区間を運営すること」で一致したため一旦決着したものの、2022年6月、侯友宜は新北市議会での答弁で、「台北・新北両副市長が2022年1月30日の委託契約満了後は第2期区間完成まで新北捷運へ運営を移管すること、環状線運営に関わる台北捷運の人員も移籍することで5月に合意している」と述べた。2023年1月31日以降、第2期区間延伸後の経営については完工・開業予定の1年前に改めて両市によって協議されることとなった。
2023年1月30日の委託契約満了に伴い資産は新北市側に移転したが、本路線の運営移管（地方主管機関の変更）には交通部の同意が必要なため、実際の移管完了および事業者変更にはさらに半年程度を要することとなった。約4ヶ月後の5月23日、西環段の運営権について、台北捷運公司から新北捷運公司への移管作業が完了し、交通部の承認も下った。台北市政府捷運工程局によると、移管後も運賃水準は据え置かれ、台北捷運既存路線網との乗り換えでも運賃は従来通り通算されるため、利用者の権益は保護されるとしている。また、移管前3年間および移管後数年間も発生が見込まれる運営赤字についてはいずれも新北市政府が負担するため、台北市および北捷側は移管後の運営委託料収入と施設内の広告・テナント収入を失うだけとなる。

## 沿革
- 2003年2月17日 - （全線）環境アセスメントが環保署の審議を通過。
- 2004年
  - 3月26日 - （第一段階、以下西環段）行政院が路線計画を承認、第一階段区間の整備が確定[19]:頁58。
  - 12月20日 - 行政院、財務計画とBOT方式採用を確定[19]:頁58。
- 2005年
  - 3月2日 - 交通部、台北県（現新北市）政府が建設主体ならびにBOT事業主幹となることに同意[19]:頁58。
  - 8月 - 公示された入札が不成立[20]。
- 2006年
  - 4月20日 - BOT方式を断念し、台北県政府の自主建設に切り替え[21]。
  - 7月17日 - 台北市政府と当時の台北県政府が、台北市政府捷運工程局による建設に合意、交通部も承認[19]:頁58。
  - 11月8日 - 捷運建設と土地開発における主管機関を台北市が引き継ぎ、交通部も承認[19]:頁58。
  - 11月24日 - 台北市と台北県両政府が、台北市政府捷運工程局が環状線建設を引き継ぎ、完工後も台北捷運公司が運営することで合意[19]:頁58。

### 第一期区間(西環段)

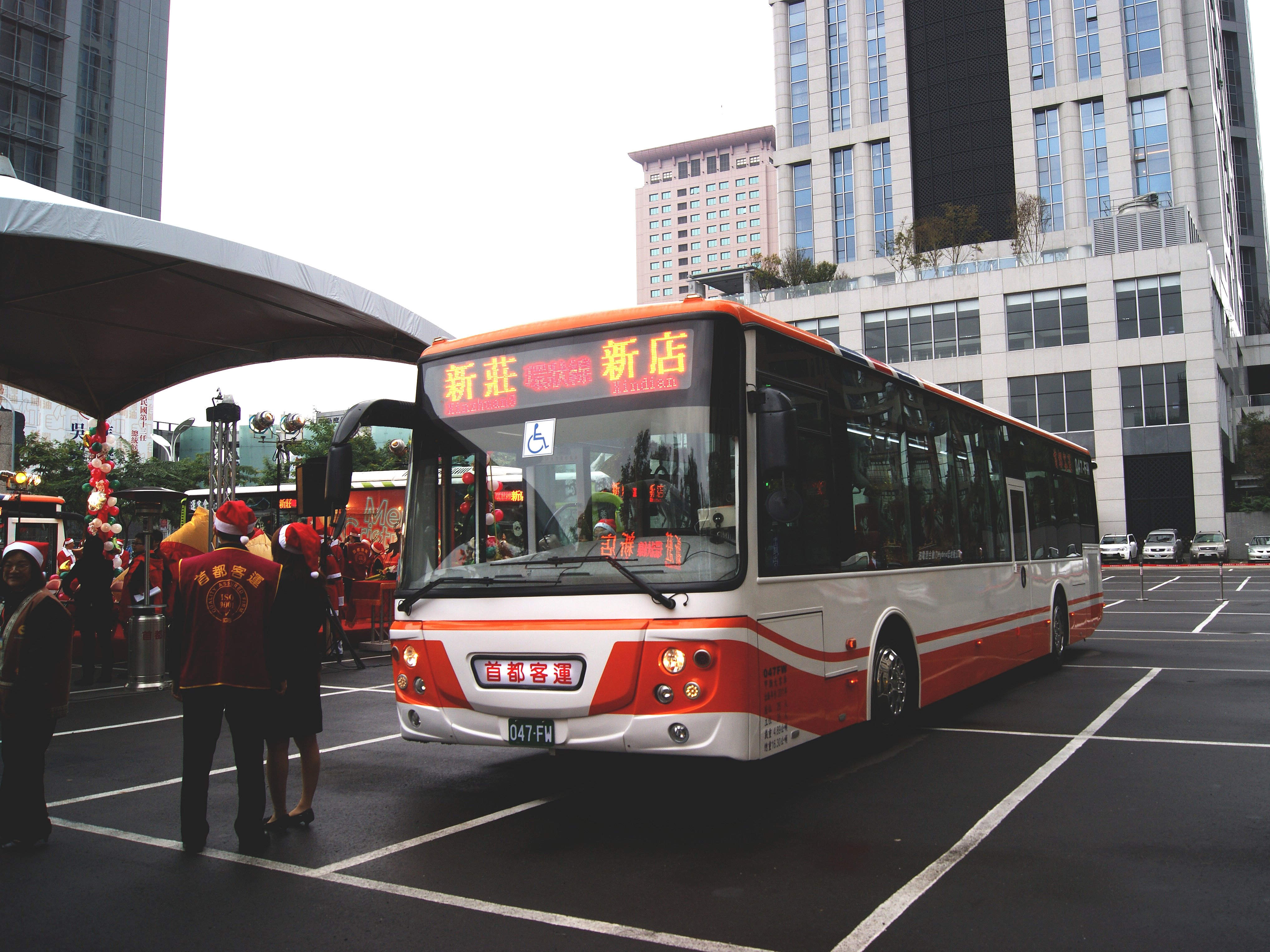
新荘と新店を結ぶ捷運先導公車982路（首都客運）

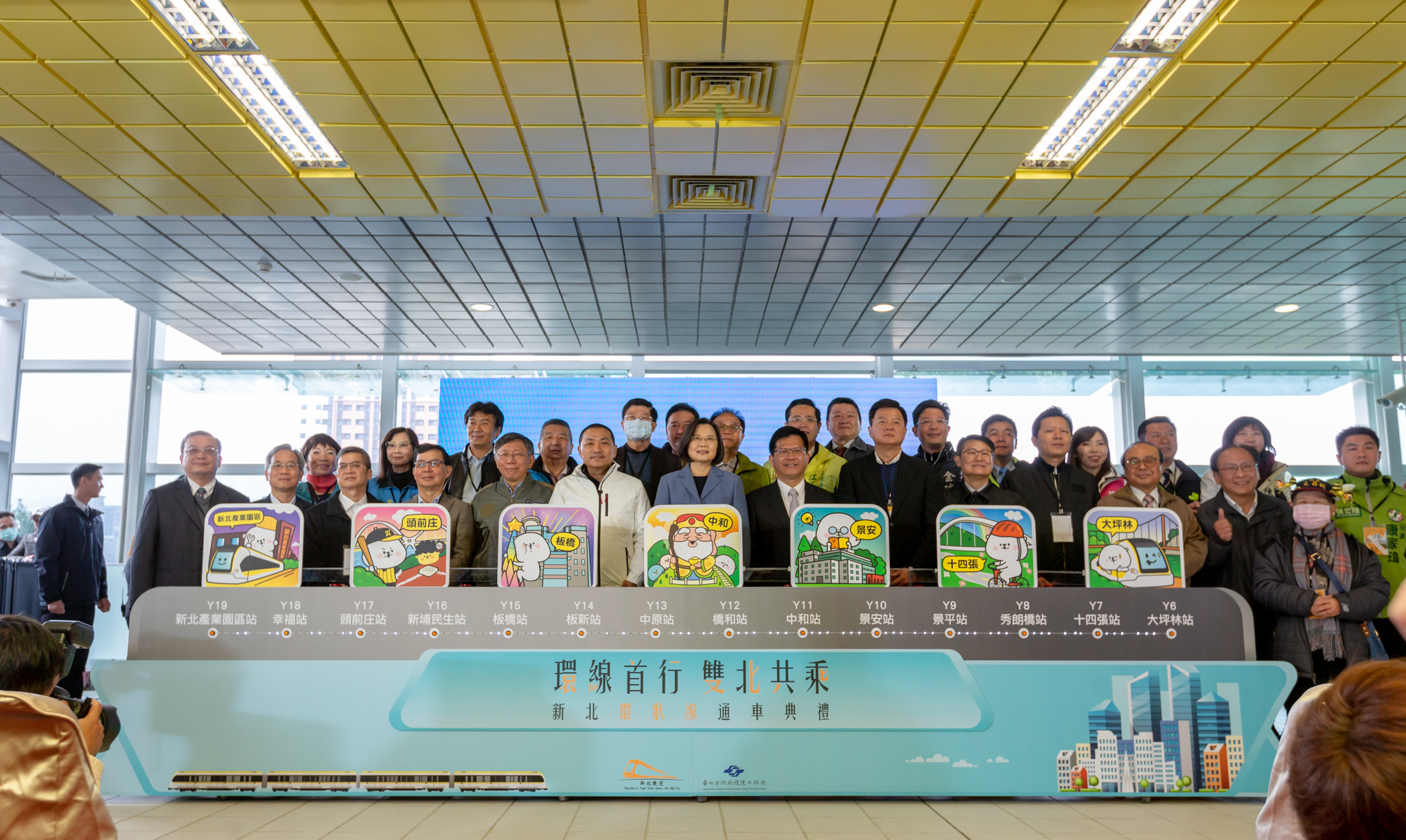
最前列左から5人目より順に台北市長柯文哲、新北市長侯友宜、総統蔡英文、交通部長林佳龍、元台北県長周錫瑋（2020年1月31日、十四張駅での開業式典）

- 2008年10月2日 - 14駅の駅名が正式決定[22]。
- 2009年3月2日 - イタリアのアンサルドブレーダが機電工程を受注[23]。
- 2010年3月 - 高架橋橋脚設置のための植樹移動開始。
- 2011年
  - 5月25日 - 西環段起工。
  - 7月11日 - 西環段起工式典[24]。
  - 12月19日 - 当路線を雁行するバス路線（982系統）開設（大都会客運と首都客運（中国語版）が運行）[25]。
- 2014年
  - 7月18日 - アンサルドブレーダ（日立レールイタリアの前身）社製の試作車両が公開される[26]。
- 2016年
  - 8月30日 - 日立レールイタリアのレッジョ・ディ・カラブリア工場で量産車両が落成、台湾へ出荷される[27][28][29]
  - 11月24日 - 第1編成の車両が台北港に到着[30][31]。
  - 12月12日 - 新北市長、台北副市長が参列し、車両を報道陣に公開[32]。
- 2017年
  - 10月12日 - 橋桁が全て連結された[33]。
  - 12月5日 - 限界測定を兼ねた車両の試運転が十四張～板新間で行われる[34]。
- 2019年
  - 6月 - 開業予定[35]。
  - 10月25日 - 市政府による初回監査[36]。
  - 12月6日 - 11月中を予定していた交通部への最終監査申請前の要改善12項目のうち、対処が完了しているものが9項目にとどまっていため、台北市政府捷運工程局が交通部へ最終監査申請を提出したのは12月にずれ込んだ。交通部は18日付で捷運局に追加説明を要求しているためなお曲折がある[37][38]。
  - 12月28日 - 交通部、最終監査日程を翌年1月5日実施と決定[39]。
  - 10～12月 - 開業予定[40][41]。
- 2020年
  - 1月5日 - 交通部による最終監査。21項目の要改善事項が指摘され、このうち開業前に処置すべきものは6項目だった[42]。
  - 1月15日 - 台北市政府が交通部に改善報告を提出[43]。
  - 1月16日 - 交通部、開業認可[44]。
  - 1月19日 - 10-16時限定でIC利用に限り無料試乗開始[44]。
  - 1月31日 - 開業（10時式典、14時運行開始、2月末までは無料）[45][46]。
- 2024年
  - 4月3日 - 花蓮地震により板新 - 中原間の高架橋が被災し全線運休[47]。
  - 4月4日 - 新北産業園区 - 板橋間が双単線運用により仮復旧[47]。
  - 4月7日 - 中和 - 大坪林間が復旧。板橋 - 中和間はバス代行輸送継続となっている[47]。
  - 12月12日 - 午前12時全線で運行を再開。

### 南北環段
- 2014年
  - 9月22日 - フィジビリティスタディ（以下F/S）が国家発展委員会の審議を通過[48]。
  - 11月3日 - 行政院でF/S承認。
- 2015年11月8日 - 環境アセスメント通過。
- 2018年6月22日 - 台北市政府で市内4駅の都市計画変更手続完了[49]。
- 2019年
  - 1月7日 - 総合計画案が交通部の審査通過[50]。
  - 4月16日 - 総合計画案が国家発展委員会の審査通過[51]。
  - 5月31日 - 総合計画案が行政院で承認される[52]。
- 2021年
  - 9月30日 - 機電工程入札で1期を受注していた日立レールを破ったフランスのアルストムと台湾のCTCI（中鼎集団（中国語版））コンソーシアムが台北市政府と契約を調印[53][54]。
- 2022年3月3日 - （北環段）北機廠起工（本線とは無関係）[55]。その他の工区については原材料価格高騰やコロナ禍による外国人労働者不足などで入札不調が続き、100億NT$単位での工費上昇と数年の着工時期遅れが懸念されている[56]。
- 2023年
  - 3月18日 - （北環段）CF680B工区起工[57]。
  - 6月13日 - （南環段）CF670A工区（動物園-政大）起工[58]。

### 東環段
- 2018年3月15日 - 中止された南北線の代替路線である「東側南北方向捷運」（剣南路駅 - 動物園駅13.12km）を当路線と一体化した全長49.18kmの「台北山手線」構想の正式始動が市政府によって宣布された[59][60]。
- 2020年
  - 1月6日 - 国家発展委員会でF/S承認。剣南路駅以東は堤頂大道ではなく瑞光路を経由する全駅地下式の13.12km案となった[61]。
  - 2月14日 - 行政院でF/S承認[62]。
- 2022年
  - 2月23日 - 環境保護署による環境アセスメント初回審査通過[63]。
  - 3月30日 - 環境アセスメント最終審査通過[64]。
  - 4月15日 - 交通部、総合計画案を承認[65]。
- 2023年3月29日 - 行政院、総合計画案を承認[66]。

## 公共芸術
|                      |              |
| 頭前庄駅ホームと列車 | 板橋駅ホーム |
|                      |              |
| 中原駅高架橋脚       | 新店渓高架橋 |

環状線各駅および新店渓の鉄道橋、市街地高架橋の橋脚や電車の客室内、一部編成の電車外観など、至るところで日本を拠点とするフランス人アーティストエマニュエル・ムホー（Emmanuelle Moureaux）の意匠が採用されている。合わせて各駅ホームはラインカラーの黄色に、それ以外の駅空間は下表のように各駅ごとのテーマカラーが設定されている。
| 駅          | 大坪林              | 十四張   | 秀朗橋 | 景平 | 景安 | 中和 | 橋和 | 中原 | 板新 | 板橋 | 新埔 民生 | 頭前庄 | 幸福 | 産業 園区 | 備考  |
| ----------- | ------------------- | -------- | ------ | ---- | ---- | ---- | ---- | ---- | ---- | ---- | --------- | ------ | ---- | --------- | ----- |
| 色          | 淡黄                | 緑       | 緑     | 藍   | 橘   | 緑   | 棕   | 藍   | 橘   | 銀白 | 淡緑      | 淡藍   | 淡紫 | 銀灰      | (p91) |
| テーマ      | 城市活水 ・緑巷生活 | 大地緑衣 | 吸収   | 滲透 | 傳訊 | 取納 | 転換 | 貯存 | 創造 | 網路 | 生機      | 啓航   | 光復 | 起飛      | (p91) |
| Pantone配色 | 600U                | 358C     | 490C   | 542C | 716C | 490C | 470C | 542C | 716C | 427C | 372C      | 298C   | 679C | 6C        | (p91) |

## 運賃

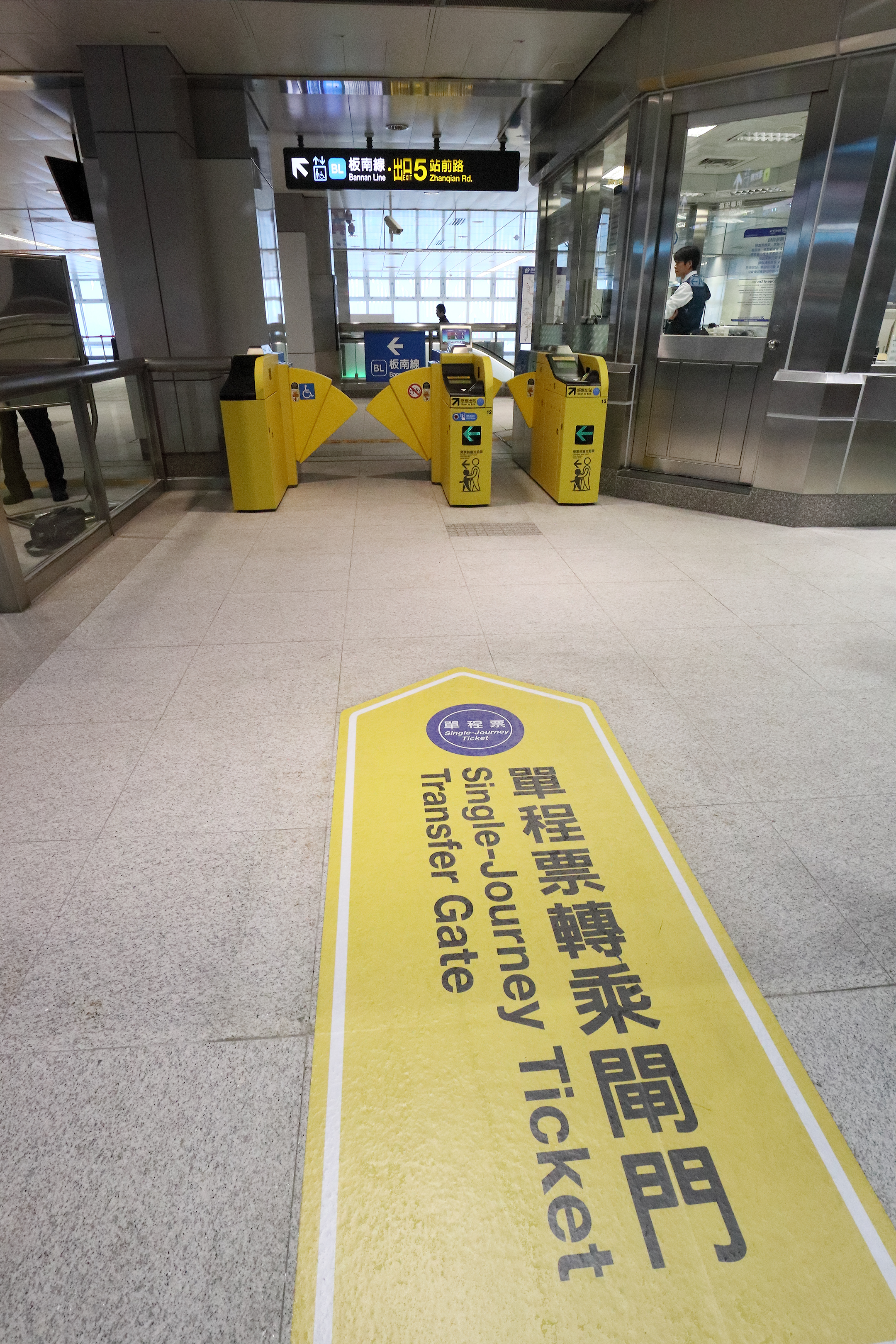
板橋駅のICトークン用専用乗換改札機

- 線内各駅相互間の普通運賃（単位はニュー台湾ドル）のみ記載する[73]。
- 板橋と新埔民生で連絡する板南線とは改札外乗換えとなるが、「20分以内かつ自動改札利用（ICトークンは黄色の専用改札機のみ）」であれば前後の乗車距離を通算する特例が設けられる[74]。

| 大坪林 |        |        |        |        |        |        |        |        |        |          |          |          |              |
| 20     | 十四張 | 十四張 | 十四張 | 十四張 | 十四張 | 十四張 | 十四張 | 十四張 | 十四張 | 十四張   | 十四張   | 十四張   | 十四張       |
| 20     | 20     | 秀朗橋 | 秀朗橋 | 秀朗橋 | 秀朗橋 | 秀朗橋 | 秀朗橋 | 秀朗橋 | 秀朗橋 | 秀朗橋   | 秀朗橋   | 秀朗橋   | 秀朗橋       |
| 20     | 20     | 20     | 景平   | 景平   | 景平   | 景平   | 景平   | 景平   | 景平   | 景平     | 景平     | 景平     | 景平         |
| 20     | 20     | 20     | 20     | 景安   | 景安   | 景安   | 景安   | 景安   | 景安   | 景安     | 景安     | 景安     | 景安         |
| 25     | 20     | 20     | 20     | 20     | 中和   | 中和   | 中和   | 中和   | 中和   | 中和     | 中和     | 中和     | 中和         |
| 25     | 25     | 20     | 20     | 20     | 20     | 橋和   | 橋和   | 橋和   | 橋和   | 橋和     | 橋和     | 橋和     | 橋和         |
| 30     | 25     | 20     | 20     | 20     | 20     | 20     | 中原   | 中原   | 中原   | 中原     | 中原     | 中原     | 中原         |
| 30     | 25     | 25     | 25     | 20     | 20     | 20     | 20     | 板新   | 板新   | 板新     | 板新     | 板新     | 板新         |
| 30     | 30     | 25     | 25     | 25     | 20     | 20     | 20     | 20     | 板橋   | 板橋     | 板橋     | 板橋     | 板橋         |
| 35     | 30     | 30     | 25     | 25     | 20     | 20     | 20     | 20     | 20     | 新埔民生 | 新埔民生 | 新埔民生 | 新埔民生     |
| 35     | 35     | 35     | 30     | 30     | 25     | 25     | 25     | 20     | 20     | 20       | 頭前庄   | 頭前庄   | 頭前庄       |
| 35     | 35     | 35     | 30     | 30     | 25     | 25     | 25     | 20     | 20     | 20       | 20       | 幸福     | 幸福         |
| 40     | 35     | 35     | 35     | 30     | 30     | 30     | 25     | 25     | 25     | 20       | 20       | 20       | 新北産業園区 |

## 車両
第1期開業時用に調達された日立レールイタリア製4両1編成の無人運転対応小型車両。台北捷運の文湖線を除く既存路線より小型となる。17編成が導入される。

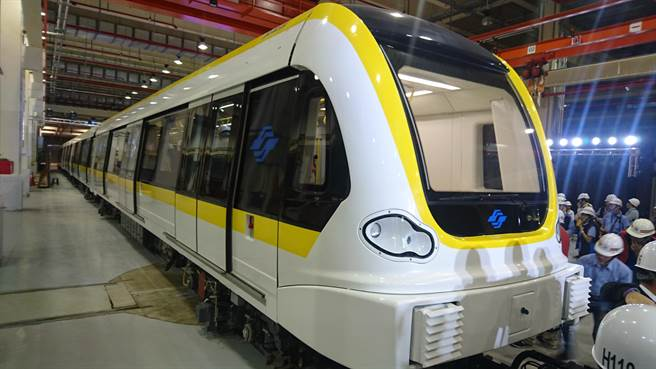
新北市で行われた落成式典での車両（2016年12月）。

第2期（南北環段）延伸用の増備車は、入札で日立を破ったアルストムのメトロポリスシリーズ29編成116両が導入される。

## 駅一覧
- ■灰色背景は建設中または計画中の路線
- 注：中文・英文名称とも仮称である(すでに開業した新北産業園区駅 - 大坪林駅の駅と他路線との乗換駅を除く)

| 路 線              | 駅番号                      | 駅名                  | 駅名                                           | 駅名                                    | 駅間 キロ | 累計 キロ                                                               | 接続路線・備考                                             | 所在地 | 所在地 |
| 路 線              | 駅番号                      | 日本語                | 繁体字中国語                                   | 英語                                    | 駅間 キロ | 累計 キロ                                                               | 接続路線・備考                                             | 所在地 | 所在地 |
| ------------------ | --------------------------- | --------------------- | ---------------------------------------------- | --------------------------------------- | --------- | ----------------------------------------------------------------------- | ---------------------------------------------------------- | ------ | ------ |
| ↑（環状運転予定）↓ |                             |                       |                                                |                                         |           |                                                                         |                                                            |        |        |
| 南環段             | Y1                          | 動物園駅              | 動物園站                                       | Taipei Zoo                              | (0.067)   | 0.067                                                                   | 文湖線（文山線） · ■猫空ロープウェイ · 新北捷運：■深坑軽軌 | 台北市 | 文山区 |
| 南環段             | Y2                          | 政大駅                | 政大站                                         | National Chengchi University            | 1.139     | 1.206                                                                   |                                                            | 台北市 | 文山区 |
| 南環段             | Y3                          | 木柵国小駅            | 木柵國小站                                     | Muzha Elementary School                 | 1.061     | 2.267                                                                   |                                                            | 台北市 | 文山区 |
| 南環段             | Y4                          | 馬明潭駅              | 馬明潭站                                       | Mamingtan                               | 1.170     | 3.437                                                                   |                                                            | 台北市 | 文山区 |
| 南環段             | Y5                          | 溝子口駅 (考試院)     | 溝子口站 (考試院)                              | Gouzikou Examination Yuan               | 0.989     | 4.426                                                                   |                                                            | 台北市 | 文山区 |
| 南環段             | Y6                          | 宝斗厝駅 (遠東工業区) | 寶斗厝站 (遠東工業區)                          | Baodoucuo (Far Eastern Industrial Park) | 0.586     | 5.012                                                                   |                                                            | 新北市 | 新店区 |
| 南環段             | Y7                          | 大坪林駅              | 大坪林站                                       | Dapinglin                               | 0.721     | 5.733                                                                   | 松山新店線（新店線）                                       | 新北市 | 新店区 |
| 西環段             | Y7                          | 大坪林駅              | 大坪林站                                       | Dapinglin                               | 0.721     | 5.733                                                                   | 松山新店線（新店線）                                       | 新北市 | 新店区 |
| Y8                 | 十四張駅 (荘敬職業高等学校) | 十四張站 (莊敬高職)   | Shisizhang (Zhuangjing Vocational High School) |                                         |           | 新北捷運： 安坑線                                                       |                                                            | 新北市 | 新店区 |
| Y9                 | 秀朗橋駅                    | 秀朗橋站              | Xiulang Bridge                                 |                                         |           |                                                                         | 中和区                                                     | 新北市 |        |
| Y10                | 景平駅                      | 景平站                | Jingping                                       |                                         |           |                                                                         | 中和区                                                     | 新北市 |        |
| Y11                | 景安駅                      | 景安站                | Jing'an                                        |                                         |           | 中和新蘆線（中和線）                                                    | 中和区                                                     | 新北市 |        |
| Y12                | 中和駅                      | 中和站                | Zhonghe                                        |                                         |           | 万大樹林線                                                              | 中和区                                                     | 新北市 |        |
| Y13                | 橋和駅                      | 橋和站                | Qiaohe                                         |                                         |           |                                                                         | 中和区                                                     | 新北市 |        |
| Y14                | 中原駅                      | 中原站                | Zhongyuan                                      |                                         |           |                                                                         | 中和区                                                     | 新北市 |        |
| Y15                | 板新駅                      | 板新站                | Banxin                                         |                                         |           |                                                                         | 板橋区                                                     | 新北市 |        |
| Y16                | 板橋駅                      | 板橋站                | Banqiao                                        |                                         |           | 板南線（板橋線）（改札外乗換） · 台湾鉄路管理局：縦貫線 · ■台湾高速鉄道 | 板橋区                                                     | 新北市 |        |
| Y17                | 新埔民生駅                  | 新埔民生站            | Xinpu Minsheng                                 |                                         |           | 板南線（板橋線）新埔駅（改札外乗換）                                    | 板橋区                                                     | 新北市 |        |
| Y18                | 頭前庄駅 (台北医院)         | 頭前庄站 (台北醫院)   | Touqianzhuang (Taipei Hospital)                |                                         |           | 中和新蘆線（新荘線）                                                    | 新荘区                                                     | 新北市 |        |
| Y19                | 幸福駅                      | 幸福站                | Xingfu                                         |                                         |           |                                                                         | 新荘区                                                     | 新北市 |        |
| Y20                | 新北産業園区駅              | 新北產業園區站        | New Taipei Industrial Park                     |                                         |           | 桃園捷運： 機場線                                                       | 新荘区                                                     | 新北市 |        |
| Y20                | 新北産業園区駅              | 新北產業園區站        | New Taipei Industrial Park                     | 北環段                                  |           | 桃園捷運： 機場線                                                       | 新荘区                                                     | 新北市 |        |
| Y21                | 工商展覧中心駅              | 工商展覽中心站        | New Taipei City Exhibition Hall                | 0.900                                   | 0.900     |                                                                         | 五股区                                                     | 新北市 |        |
| Y22                | 褒子寮駅                    | 褒子寮站              | Baoziliao                                      | 1.139                                   | 2.269     |                                                                         | 五股区                                                     | 新北市 |        |
| Y23                | 中路駅                      | 中路站                | Zhonglu                                        | 0.977                                   | 3.246     |                                                                         | 蘆洲区                                                     | 新北市 |        |
| Y24                | 徐匯中学駅                  | 徐匯中學站            | St. Ignatius High School                       | 1.280                                   | 4.526     | 中和新蘆線（蘆洲線）                                                    | 蘆洲区                                                     | 新北市 |        |
| Y25                | 楼厝駅                      | 樓厝站                | Loucuo                                         | 1.139                                   | 5.665     |                                                                         | 三重区                                                     | 新北市 |        |
| Y26                | 重陽橋駅 (五華国小駅)       | 重陽橋站 (五華國小站) | Chongyang Bridge (Wuhua Elementary School)     | 0.786                                   | 6.451     |                                                                         | 三重区                                                     | 新北市 |        |
| Y27                | 社子駅                      | 社子站                | Shezi                                          | 1.869                                   | 8.320     | ■社子軽軌（南北線）                                                     | 台北市                                                     | 士林区 |        |
| Y28                | 福徳洋駅 (士林区公所)       | 福德洋站 (士林區公所) | Fudeyang (Shilin District Office)              | 1.085                                   | 9.405     |                                                                         | 台北市                                                     | 士林区 |        |
| Y29                | 士林駅                      | 士林站                | Shilin                                         | 0.675                                   | 10.080    | 淡水信義線（淡水線）                                                    | 台北市                                                     | 士林区 |        |
| Y30                | 林子口駅 (双渓公園)         | 林子口站 (雙溪公園)   | Linzikou (Shuangxi Park)                       | 0.537                                   | 10.617    |                                                                         | 台北市                                                     | 士林区 |        |
| Y31                | 故宮駅 (外双渓)             | 故宮站 (外雙溪)       | National Palace Museum (Waishangxi)            | 1.780                                   | 12.397    |                                                                         | 台北市                                                     | 士林区 |        |
| Y32                | 剣南路駅 (美麗華)           | 劍南路站 (美麗華)     | Jiannan Road (Miramar)                         | 1.984                                   | 14.381    | 文湖線（内湖線）                                                        | 台北市                                                     | 中山区 |        |
| Y32                | 剣南路駅 (美麗華)           | 劍南路站 (美麗華)     | Jiannan Road (Miramar)                         | 1.984                                   | 14.381    | 文湖線（内湖線）                                                        | 台北市                                                     | 中山区 | 東環段 |
| Y33                | 下塔悠駅                    | 下塔悠站              | Xiatayou                                       |                                         |           |                                                                         | 台北市                                                     | 中山区 |        |
| Y34                | 洲子駅                      | 洲子站                | Zhouzi                                         |                                         |           |                                                                         | 台北市                                                     | 内湖区 |        |
| Y35                | 内湖科技園区駅              | 內湖科技園區站        | Neihu Technology Park                          |                                         |           |                                                                         | 台北市                                                     | 内湖区 |        |
| Y36                | 瑞光公園駅                  | 瑞光公園站            | Ruiguang Park                                  |                                         |           |                                                                         | 台北市                                                     | 内湖区 |        |
| Y37                | 粉寮駅                      | 粉寮站                | Fenliao                                        |                                         |           |                                                                         | 台北市                                                     | 内湖区 |        |
| Y38                | 旧里族駅                    | 舊里族站              | Jiulizu                                        |                                         |           | ■ 民生汐止線                                                            | 台北市                                                     | 内湖区 |        |
| Y39                | 松山駅                      | 松山站                | Songshan                                       |                                         |           | 松山新店線（松山線） · 台湾鉄路管理局：縦貫線                           | 台北市                                                     | 松山区 |        |
| Y40                | 永春駅                      | 永春站                | Yongchun                                       |                                         |           | 板南線（南港線）                                                        | 台北市                                                     | 信義区 |        |
| Y41                | 象山駅                      | 象山站                | Xiangshan                                      |                                         |           | 淡水信義線（信義線）                                                    | 台北市                                                     | 信義区 |        |
| Y42                | 三張犁駅                    | 三張犁站              | Sanzhangli                                     |                                         |           |                                                                         | 台北市                                                     | 信義区 |        |
| Y1                 | 動物園駅                    | 動物園站              | Taipei Zoo                                     |                                         |           | 本表の最上欄を参照                                                      | 台北市                                                     | 文山区 |        |
| ↑（環状運転予定）↓ |                             |                       |                                                |                                         |           |                                                                         |                                                            |        |        |